# 농사직설

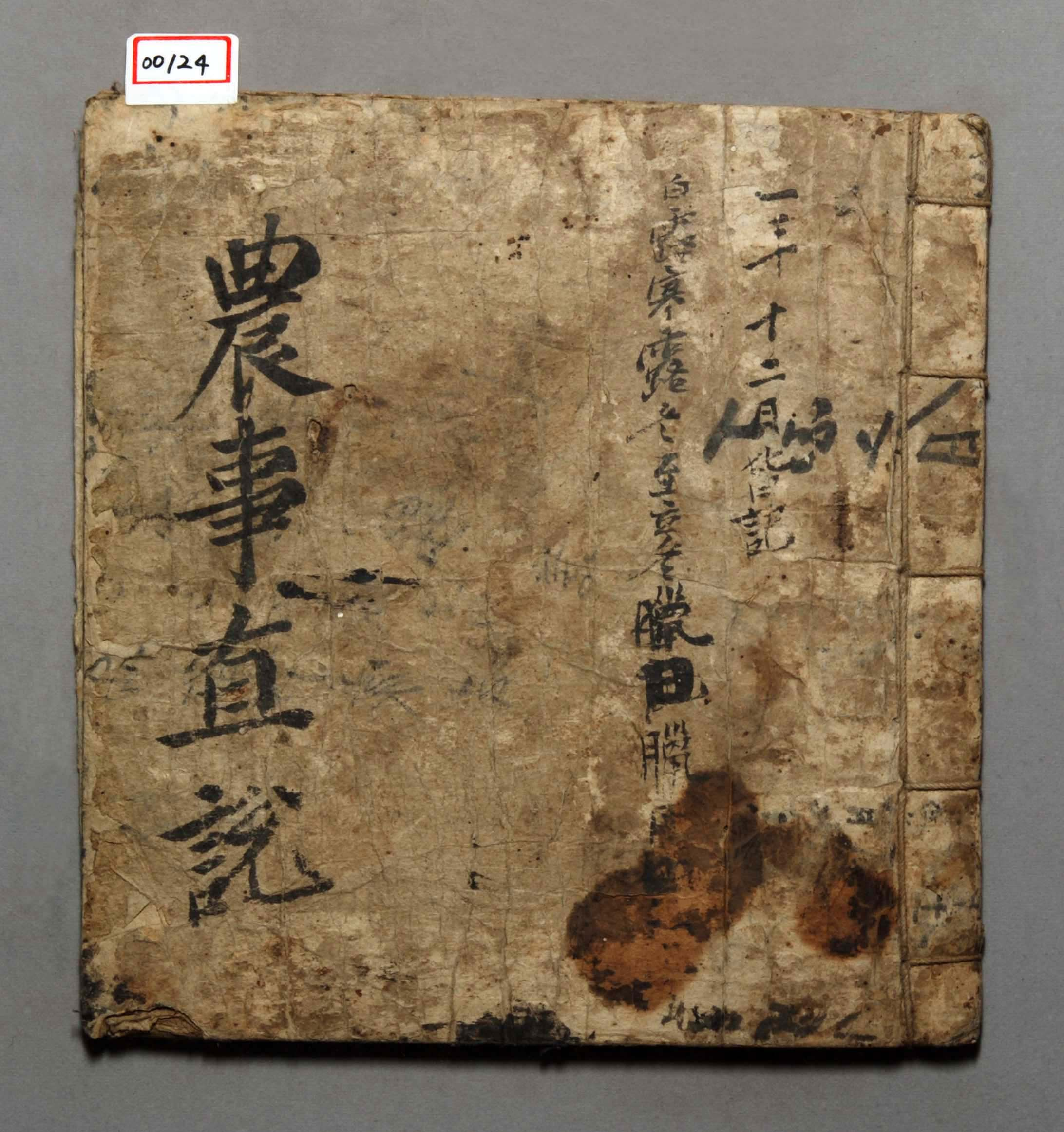

《농사직설》(農事直說)은 농사의 개설을 해설하여 놓은 농서(農書) 중 현존하는 가장 오래된 책이다. 조선 전기의 대표적 농서로 영농 지침서 역할을 하였다.
조선 세종이 정초(鄭招), 변효문(卞孝文) 등에게 명하여 1429년(세종 11년)에 편찬했다. 종래에는 중국의 농서에만 의존해 왔으나 풍토에 따른 농법의 차이를 고려하여 각 도 농부들의 경험을 토대로 조선 기후 풍토와 조선의 실정에 알맞은 농법을 저술하게 되었다.
내용을 보면, 먼저 일반론으로서 종자와 토양을 다루는 법을 설명하고, 각론(各論)으로 각종 작물의 재배법을 간결하게 서술하고 있다. 이 책에서 당시 남부 지방 일부에서 행해지고 있는 이앙법을 처음 소개하였다.
이 책은 내용이 중요 곡식류에 국한되고 또 자세하지 못한 흠은 있으나 (농업과 농촌에 필요한 것을 망라한 농촌 생활 백과사전은 아니었다) 농서의 효시로서, 또 한국식의 농법을 편 자주적 저서로서 농업 기술의 변천을 살피는 데 좋은 자료이다.

## 한국어 번역
- 노재준·염정섭·윤태순·홍기용 옮김, 《농가설·위빈명농기·농가월령·농가집성》(고농서 국역 총서 7), 농촌진흥청, 2004

《농가집성》 안에 《농사직설》이 들어있다. 17세기 현실에 맞게 일부 내용을 증보했다.
농촌진흥청 농업과학도서관 전자책(http://lib.rda.go.kr/newlib/index.asp)으로 《농가집성》의 한국어 번역본을 볼 수 있다.
- 정초·변효문 함께 지음, 이병희 옮김, 《농사직설: 풍토가 다르면 농법도 다르다》, 아카넷, 2018년 12월 26일

## 참고 자료
- 농사직설 사진
- 이 문서에는 다음커뮤니케이션(현 카카오)에서 GFDL 또는 CC-SA 라이선스로 배포한 글로벌 세계대백과사전의 내용을 기초로 작성된 글이 포함되어 있습니다.